# Craig McDean
Craig McDean (Middlewich, 1964) è un fotografo di moda inglese.
McDean iniziò la sua carriera fotografica a Londra come assistente di Nick Knight, originariamente studiò e lavorò come meccanico prima di iscriversi al corso di fotografia al Mid Cheshire College.
I Suoi lavori sono apparsi su riviste come i-D, The Face, Harper's Bazaar, Vogue e W. Ha lavorato con stilisti come Gucci, Giorgio Armani, Louis Vuitton, Oscar de la Renta, Yves Saint Laurent, Calvin Klein, Estée Lauder, Jil Sander e Calvin Klein e fotografato celebrità come Björk, Madonna, Natalie Portman, Justin Timberlake, Jennifer Aniston, Joaquin Phoenix, Hilary Swank, Uma Thurman, Gael García Bernal, Karen Elson e Nicole Kidman.